# バイナルグラフィックス

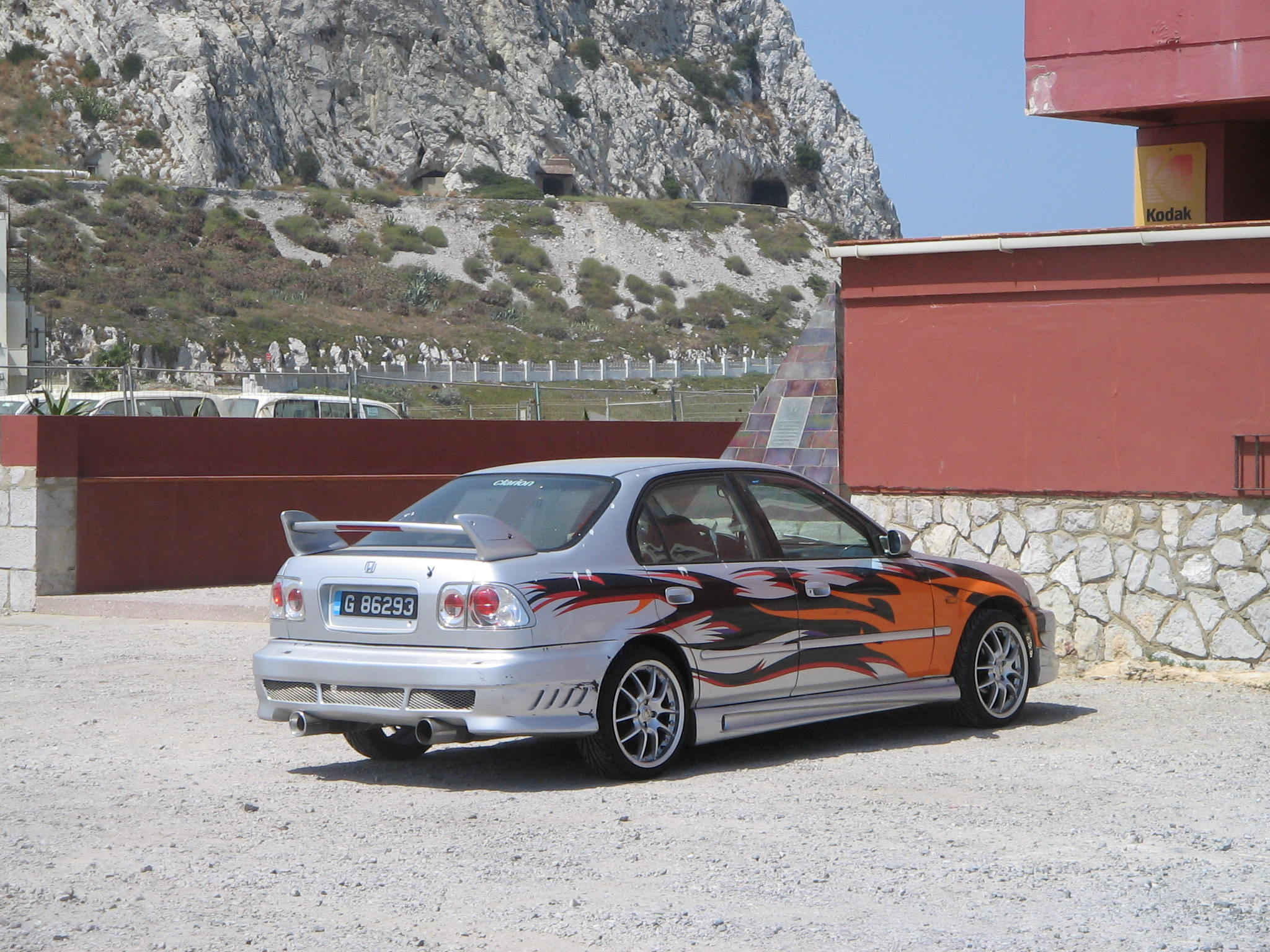
バイナルグラフィックスの施工例（ボディサイド）

バイナルグラフィックス（vinylgraphic）とはビニールシートによって施される看板や建築物、自動車などへの装飾の総称。

## 解説
ビニール(vinyl)製のグラフィック(graphic)という意味である。これは看板やショーウィンドウへのグラフィックツールとして活用されている粘着性を持ったシート状のもの（とくにカッティングシートが用いられることが多い）を任意のデザインにカットして貼りつけるステッカー方式の物を用いる。主にレーシングカーやカスタムカー、バス、トラックなど自動車への会社名や広告、各種デザインを施すために使用されるものを指す。近年は単色のシートだけではなく、シートに印刷を施して精密なデザインを再現するものも開発されている。車体の一部のみに施すものから、車体を丸ごと全体を包むように施工することもある。